# غيل إدواردز
غيل إدواردز (بالإنجليزية: Gail Edwards)‏ هي ممثلة أمريكية، ولدت في 27 سبتمبر 1952 في الولايات المتحدة.

## وصلات خارجية
- غيل إدواردز على موقع IMDb (الإنجليزية)
- غيل إدواردز على موقع ألو سيني (الفرنسية)
- غيل إدواردز على موقع أول موفي (الإنجليزية)
- غيل إدواردز على موقع قاعدة بيانات برودواي على الإنترنت (الإنجليزية)
- غيل إدواردز على موقع قاعدة بيانات الأفلام السويدية (السويدية)
- غيل إدواردز على موقع إن إن دي بي (الإنجليزية)
- غيل إدواردز على موقع قاعدة بيانات الفيلم (الإنجليزية)
- غيل إدواردز على موقع كينوبويسك (الروسية)